# Pagan Heritage
Pagan Heritage е нидерландска нсбм/паган/блек метъл група, основана през 2005 година в Гронинген.

## Дискография
- The Book of Shadows (Promo) [Demo] (2006)
- Sieg um Jeden Preis [Demo] (2007)
- Forn Sed [Full-length] (2007)
- Hymns of Suicide [Split] (2009)
- Killing on Full Moon [EP] (2009)[2]